# Cao su NBR
Cao su nitrile hay cao su NBR, tên gốc: nitrile-butadiene rubber, hay cao su tổng hợp chịu dầu, được sản xuất từ một chất đồng đẳng của acrylonitrile và butadien. Dùng trong ống dẫn nhiên liệu, sản xuất các loại gioăng, trục cao su và các sản phẩm khác mà tính chịu dầu là yêu cầu cần thiết đối với vật liệu. Ngoài khả năng kháng dầu, dầu mỏ và hydrocarbon thơm, NBR còn có khả năng chống dầu thực vật, và nhiều loại axit. Nó cũng có tính kéo giãn tốt, cũng như khả năng đàn hồi đối với lực căng và lực nén.
Mặt hạn chế: bởi vì chi phí cao, NBR không thường được sử dụng cho các ứng dụng không đòi hỏi vật liệu có tính kháng dầu. Khi tính chịu dầu là cần thiết, chi phí cho vật liệu này sẽ là sự hợp lý. Cao su nitrile thường bị hủy hoại bởi xút, axit đậm đặc, ozone, xeton, este, andehit, clo khử trùng và nitro hydrocarbon. Trên thị trường được phân loại theo chỉ số của Độ bền kéo: 3mpa, 5mpa, 8mpa,...